# Стоисавлевич, Драган
Драган Стоисавлевич (серб. Драган Стоисављевић; родился 25 ноября 2003) — сербский футболист, нападающий клуба «Вождовац».

## Клубная карьера
30 ноября 2019 года дебютировал за «Вождовац», выйдя в стартовом составе в матче сербской Суперлиги против «Црвены звезды». Его дебют в турнире состоялся через пять дней после шестнадцатилетия; таким образом, он стал самым молодым игроком в истории сербской Суперлиги. 12 июня 2020 года Драган забил свой первый гол за «Вождовац» в матче сербской Суперлиги против «Рада», став третьим в списке самых молодых авторов голов в истории турнира. На тот момент ему было 16 лет, 6 месяцев и 19 дней, он уступил только Душану Влаховичу и Луке Йовичу.

## Карьера в сборной
Выступал за сборную Сербии до 17 лет.